# مقاطعة جيفيرسون (كولورادو)
مقاطعة جيفيرسون (بالإنجليزية: Jefferson County)‏ هي إحدى مقاطعات ولاية كولورادو في الولايات المتحدة الأمريكية.

## أعلام
- جيمي داردن